# Ašima Širaiši
Ašima Širaiši (japonsky: 白石　阿島 / しらいし　あしま, anglický přepis: Ashima Shiraishi; * 3. dubna 2001 New York, USA) je mladá talentovaná americká sportovní lezkyně a bouldristka japonského původu narozená ve Spojených státech amerických. Mistryně USA v lezení na obtížnost, trojnásobná juniorská mistryně světa v lezení na obtížnost i v boulderingu.
Leze od šesti let a několikrát se stala nejmladší lezkyní na světě, která ve svém věku přelezla postupně všechny výkonnostní stupně, až jako první žena vůbec přelezla v roce 2016 boulder obtížnosti 8C (V15) v Japonsku. Ve stejném roce se stala hvězdou jedenáctého ročníku americké filmové série Reel Rock, kde ve snímku Young Guns trénuje ve Španělsku s Chrisem Sharmou, nebo se v norském Flatangeru pokouší o první ženský přelez cesty Thorovo kladivo za 9a od Adama Ondry. Při lezení jí podporuje celá rodina pocházející z Japonska, jak její otec – bývalý umělecký tanečník, tak matka, která jí šije sportovní oblečení s novými módními vzory.

## Výkony a ocenění
- New York Times jí nazval „Fenomén boulderingu“[1]
- Outside Magazine jí popisuje jako „Mladou drtičku“.[2]
- ve věku 13 let se stala druhou lezkyní[3][4] a nejmladším lezcem, který přelezl sportovní cestu obtížnosti 9a+ (11+)[5]
- 2015: nominace na mezinárodní ocenění Salewa Rock Award na festivalu Rock Master v Arcu[6]
- v roce 2016 jako první žena přelezla boulder obtížnosti 8C[7]
- 2017: na MSJ získala ve finále v kombinaci stříbro v kategorii A a nominovala se na letní olympijské hry mládeže 2018 v Buenos Aires
- 2018: finalistka mistrovství světa

### Skalní lezení
- 2015: 9a+, jako nejmladší lezec na světě, ve 13 letech

### Bouldering
- 2016: 8C (V15), Mount Hiei, Japonsko

### Závody
V roce 2016 (teprve po dvojí účasti) se stala jednou z mála lezkyň, které získaly čtyři zlaté medaile na mistrovství světa juniorů (částečně také tím, že třetí disciplína – bouldering, zde přibyla až od roku 2015). Další dvě zlaté medaile přidala v roce 2017.
| Mistrovství světa | Mistrovství světa |
| Rok               | 2018              |
| ----------------- | ----------------- |
| Obtížnost         | 5                 |
| Bouldering        |                   |

| Mistrovství USA | Mistrovství USA | Mistrovství USA |
| Rok             | 2017            | 2018            |
| --------------- | --------------- | --------------- |
| Obtížnost       | 1               |                 |
| Bouldering      | 2               | 2               |

| Světový pohár | Světový pohár     | Světový pohár  |
| Rok           | 2017              | 2018           |
| ------------- | ----------------- | -------------- |
| Obtížnost     | 8                 | 5              |
| jednotlivě*   | -,,6,4, · 5,-,-,- | ,,21,4,4,8,    |
| Rychlost      | 42-43             | 62-64          |
| jednotlivě*   | -,25,19, 36,-,-,- | 23,-,-,-,-,-,- |
| Kombinace     | 20                |                |

* pozn.: nalevo jsou poslední závody v roce; v roce 2017 se kombinace počítala i za jednu disciplínu
| Mistrovství USA | Mistrovství USA | Mistrovství USA |
| Rok             | 2017            | 2018            |
| --------------- | --------------- | --------------- |
| Obtížnost       | 1               |                 |
| Bouldering      | 2               | 2               |

| Mistrovství světa juniorů | Mistrovství světa juniorů | Mistrovství světa juniorů | Mistrovství světa juniorů |
| Rok                       | 2015 kat. B               | 2016 kat. B               | 2017 kat. A               |
| ------------------------- | ------------------------- | ------------------------- | ------------------------- |
| Obtížnost                 | 1                         | 1                         | 1                         |
| Rychlost                  | —                         | —                         | 38                        |
| Bouldering                | 1                         | 1                         | 1                         |
| Kombinace                 | —                         | —                         | 2                         |

* v roce 2017 se na MSJ lezlo ještě navíc finále v kombinaci podle olympijského formátu (pořadí třech disciplín se násobilo)

### Film
- 2011: Obe And Ashima, dokument série Reel Rock 6, USA
- 2016: Young Guns, dokument série Reel Rock 11, USA, 27 minut